# Holospira riograndensis
Holospira riograndensis är en snäckart som beskrevs av Henry Augustus Pilsbry 1946. Holospira riograndensis ingår i släktet Holospira och familjen Urocoptidae. Inga underarter finns listade i Catalogue of Life.